# ヘンリー・キャヴェンディッシュ
ヘンリー・キャヴェンディッシュ（Henry Cavendish、1731年10月10日 – 1810年2月24日）は、イギリスの自然哲学者、化学者、物理学者。

## 概要
貴族の家に生まれ育ち、ケンブリッジ大学で学んだ。寡黙で人間嫌いな性格であったことが知られている。遺産による豊富な資金を背景に研究に打ち込み、多くの成果を残した。
金属と強酸の反応によって水素が発生することを見出した。電気火花を使った水素と酸素の反応により水が生成することを発見し、水が化合物であることを示した。この結果をフロギストン説に基づいて解釈している。
彼の死後には、生前に発表されたもののほかに、未公開の実験記録がたくさん見つかっている。その中には、ジョン・ドルトンやジャック・シャルルによっても研究された気体の蒸気圧や熱膨張に関するものや、クーロンの法則およびオームの法則といった電気に関するものが含まれる。これらの結果はのちに同様の実験をした化学者にも高く評価された。（ただしこれらは、未公開であったがゆえに、科学界への影響はほとんどなかった。「もし生前に公開されていたら」と、ひどく惜しまれた。）
ハンフリー・デービーはキャヴェンディッシュの死に際し、彼をアイザック・ニュートンに比して評価した。19世紀には彼の遺稿や実験結果が出版され、彼の名を冠したキャヴェンディッシュ研究所が設立されている。

## 生涯

### 前半生

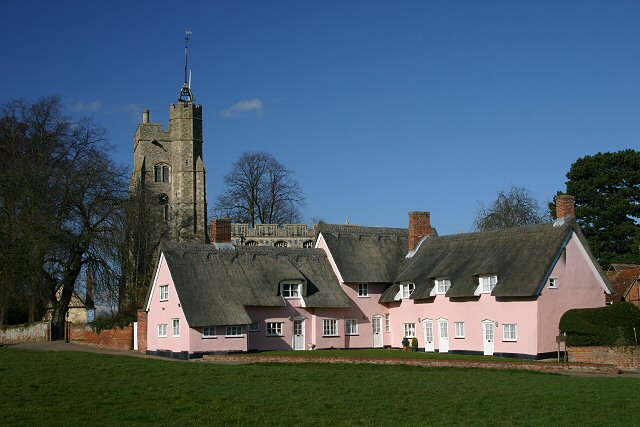
先祖が住んだサフォーク州キャベンディッシュ村の風景

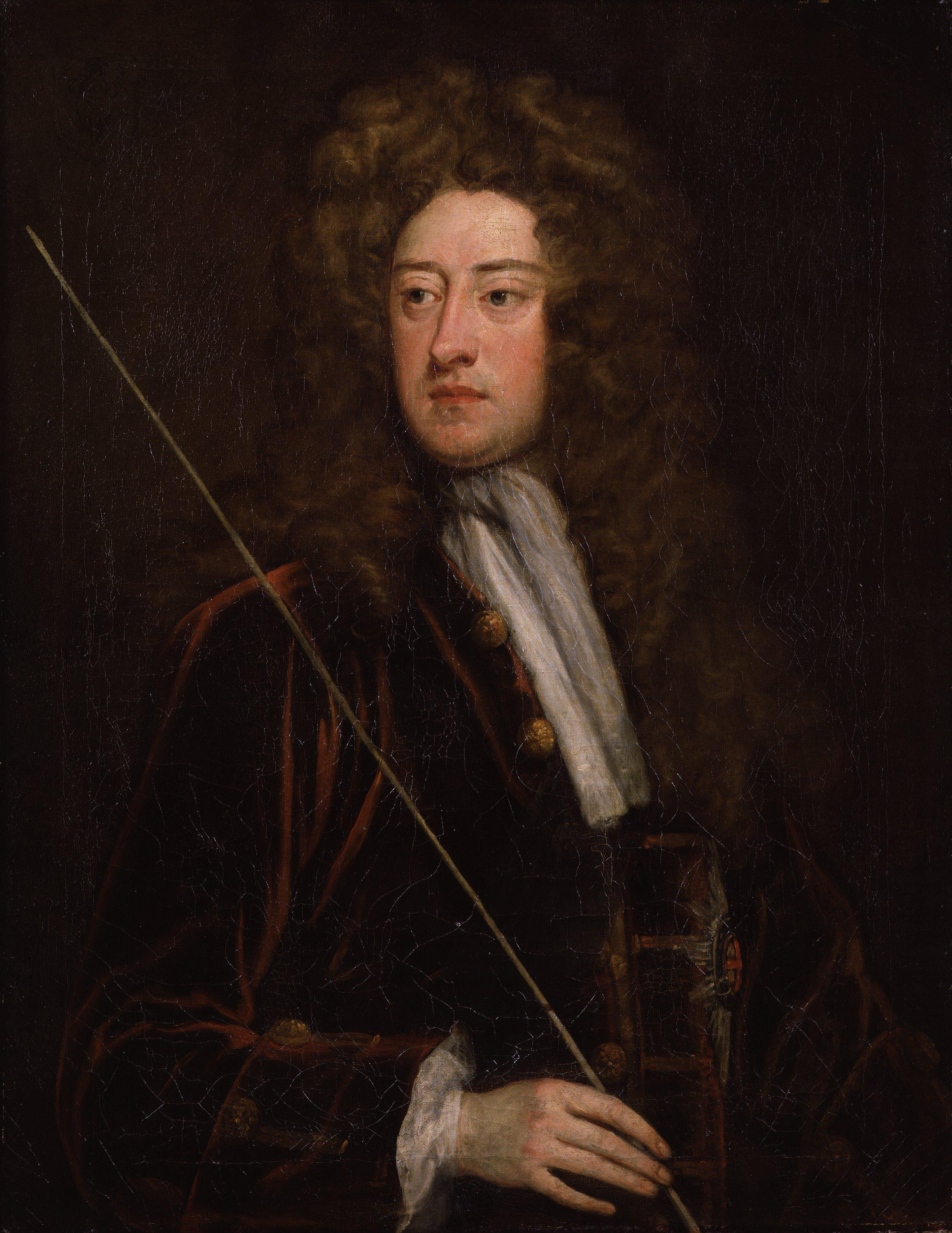
祖父の第2代デヴォンシャー公爵ウィリアム

ヘンリーは他人と関わるのを極度に嫌う性格であったため、個人的な生涯史については分からない点が多い。しかし、家系については良く知られている。ヘンリーの祖先であるジョン・キャヴェンディッシュは1366年にエドワード三世により英国の首席裁判官に任命され、その息子はナイトの爵位を得た。そしてその後キャヴェンディッシュ家はデヴォンシャー公爵の称号を得た。
ヘンリーの父親であるチャールズ・キャヴェンディッシュは第二代デヴォンシャー公ウィリアムの息子であり、政治家の傍ら科学者としても著名であった。最高と最低の温度を記録する温度計の制作やライデン瓶を使った電気実験などに業績があり、物理関係の研究を行っていた。温度計の研究で、科学に業績のあった人物に送られるコプリ・メダルを1757年に受賞している。
ヘンリーの母親のアン・グレイは初代ケント公爵ヘンリー・グレイの4女であった。アンは病弱であったため、ヘンリーは英国内ではなく、療養先のニースでの出生となった。しかしアンは2年後の1733年9月20日、二男のフレデリック（1733-1812）を産んだあとに死去した。
ヘンリーは1742年、当時貴族の子供の教育に定評のあったニューカム博士の学校に入学した。卒業後の1749年には、18歳でケンブリッジ大学トリニティ・カレッジに入学した。大学では物理学と数学において優れた成績を収めていたが、そこでは学位をとることなく、1753年に退学した。退学の理由は明らかにされていないが、学位授与式における宗教上の問題を回避したためと推測されている。
退学後、ロンドンに住む父親の住居で生活するようになった。1760年から王立協会会員となり、1766年以降、同会においていくつかの論文を発表している。

### 後半生
ヘンリーの父親は多くの財産を所有していたが、息子に生活費として与える金額は年間500ポンドに過ぎなかったので、ヘンリーはつつましい生活をしていた。ところが1783年に父親が死去すると、長男であるヘンリーには多額の遺産が入りこんだ。そのため以後は生活に不自由することなく研究に打ち込めるようになった。ジョルジュ・キュヴィエやジャン＝バティスト・ビオによれば、父親の遺産を相続する前にも、インドで財をなした伯父から財産を相続したとされており、ビオによるとその金額は年間30万ポンドとされている。さらにトマス・トムソンは、伯母がキャヴェンディッシュに多くの財産を残したと述べている。そのためキャヴェンディッシュは父の生前から巨額の富をもっていたという証言もあるが、キャヴェンディッシュ家の系図にはその伯父や伯母に該当する人物を見つけ出すことはできないため、その真偽は定かではない。結局のところ、わからない、と言うしかない。だが後述されるように、死亡時点で多額の財産と定期収入があったことは史実である。
父親の死後、ヘンリー・キャヴェンディッシュはモンタギュー広場とガウアー街の角にある屋敷に引っ越した。さらに資料を置くための別邸、および郊外のクラパムの別荘を所有した。別邸は図書館として一般にも開放した。またクラパムの別荘は、実験室と工作室として使用した。
1810年2月24日、病床にあったヘンリー・キャヴェンディッシュは召使いを呼び、

「私の言うことをよく聞きなさい。私はもうじき死ぬ。私が死んだら、いいかい、必ず死んでからだよ、ジョージ・キャヴェンディッシュ卿（キャヴェンディッシュのいとこ）のところへ行って、そのことを伝えなさい。わかったら、下がってよろしい。」

と告げた。その30分後、再び召使いを呼び出し、先ほどの指示の内容を復唱させてから、ラベンダーの香水を持ってこさせた。さらにその30分後、召使いが様子を見に部屋に入ると、キャヴェンディッシュはすでに息を引き取っていた。
ヘンリー・キャヴェンディッシュの遺体はダービーの教会内にあるキャヴェンディッシュ一族の墓に葬られた。また、残した遺産としては5万ポンドの預金のほかに、毎年8000ポンドの収入が保証された財源と運河があった（当時の中産階級の平均所得は200–800ポンド）。さらには額面にして115万7000ポンドの公債があり、英国最大の公債所有者であった。これらの財産は弟のフレデリック・キャヴェンディッシュにより承継された。

## 人物
寡黙であり、また大変な人間嫌いでほとんど誰とも言葉を交わすことがなかったといわれる。他人と会う機会は、王立協会の会合などに限られた。その会合では、彼の機嫌が良く、近くで他人が興味のある話をしている時は、話に加わることがあった。しかし彼に直接話しかけて、答えが返ってくることはほとんど無かった。それにもかかわらず、キャヴェンディッシュの深い知識と高い才能は周囲に広く知られていた。ハンフリー・デービーは「ニュートンの死以来、キャヴェンディッシュの死ほどイギリスが大きな損失を被ったことはない」と讃えている。とはいえ、王立協会の会合には毎週欠かさず出席し、50年間会員であり続け、27年間に渡って協会の評議員を務めている。
また、キャヴェンディッシュは女性を嫌い、会うことを極力避けた。女性の使用人に夕食の注文をするときも、メニュー（基本的に羊の肉しか食べなかったが）をノートに書き、ホールのテーブルの上に置いて知らせ、直接顔を合わせないよう心がけた。屋敷内で彼の前に姿を見せてしまったために解雇された使用人もいた。しかし一方では、暴れまわる牛に追われている婦人を、散歩中のキャヴェンディッシュが救ったというエピソードも伝えられている。
ビオが「キャヴェンディッシュは、科学者の中で一番の金持ちであり、金持ちの中で最も偉大な科学者である」と語っているように、キャヴェンディッシュは莫大な資産を持っていたが、政治的な名誉や経済的な成功は望まず、生活も大変に質素であった。銀行への預金額が8万ポンドを超えた時、銀行員が彼のもとを訪れ、資金を投資に活用するよう熱心に説いたが、キャヴェンディッシュは聞く耳をもたず「これ以上私を煩わせるようなことをすると預金を全部引き落とす」と答えた。また、募金を求められた時は、他の人の募金額のリストを見て、一番多い金額と同じ金額を寄付することを常としていた。そのため募金を求める人は、キャヴェンディッシュに自分の望みの額を出させるため、嘘のリストを見せることもあった。科学を産業に結び付けることに高い関心は持っていたが、自分から商売や産業を起こすことはなかった。

## 生前に発表された研究

### 水素の発見

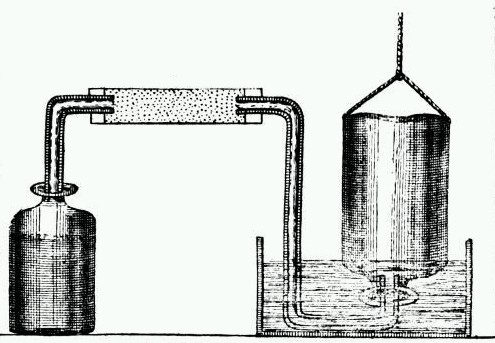
キャヴェンディッシュが使用した実験装置の図

1766年の論文で、亜鉛・鉄・スズに硫酸あるいは塩酸を加えると、可燃性の気体が発生すると発表した。この気体こそが水素である。しかしキャヴェンディッシュはフロギストン説を支持していたため、この気体は金属から発生したフロギストンであると考えた。さらにキャヴェンディッシュはこの気体の性質を調べ、これは通常の空気と比べて11分の1の質量しかもたないと発表した（現在の測定では、空気と水素分子の質量比は約14.4:1）。
この実験において、硫酸や塩酸の代わりに硝酸を使用しても気体が発生することを確かめた。しかしこの気体は可燃性をもたなかった。この結果については、金属から出たフロギストンが、硝酸と結合することで可燃性を失うからだと考えた。

### 水の合成
1781年、ジョセフ・プリーストリーは水素と空気を電気火花で爆発させると容器の中が湿ることに気付いた。これを知ったキャヴェンディッシュは追試を続けて、この反応では水が生み出され、反応の際に体積が5分の1だけ減少することを確かめ、この結果を1784年に発表した。
この反応は水素と酸素から水が合成されたこと、すなわち水は単独の元素ではなく化合物であることを意味する。しかしキャヴェンディッシュはフロギストン説の立場から、
水素 = 水 + フロギストン
酸素 = 水 − フロギストン
と考え、この両者が反応して水が生成されたと解釈した。
また水素と窒素（当時はフロギストン空気と呼ばれていた）を電気火花で反応させると、硝酸が生成することも発見した。そして空気中の窒素をこの方法ですべて反応させ、さらに酸素も取り除くと、あとには何物とも反応しない少量の気体が残ると記した。この気体は1世紀以上あとの1894年、ジョン・ウィリアム・ストラットとウィリアム・ラムゼーによって再確認され、ライナス・ポーリングによってアルゴンと名付けられた。

### 地球の密度の測定

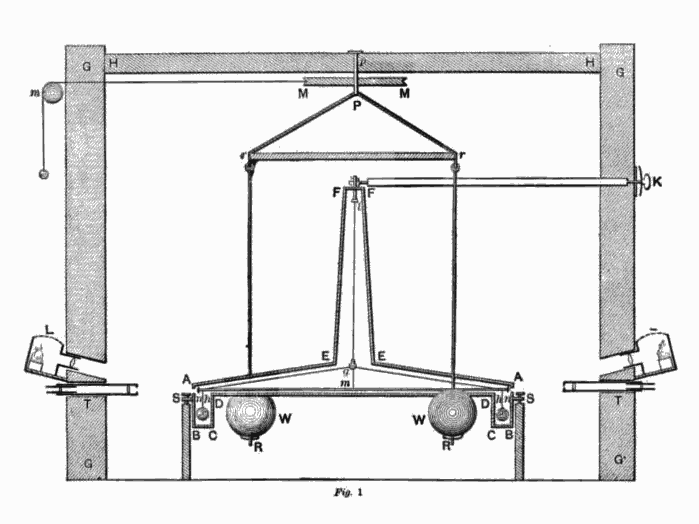
「キャヴェンディッシュの実験」に用いられた装置

1797から1798年にかけて、いわゆる「キャヴェンディッシュの実験」を行い、地球の比重を測定し、その結果を1798年に発表した。後年の科学者は、この実験の結果と万有引力の法則から万有引力定数が算出できることに気付いた。キャヴェンディッシュ自身は万有引力定数を算出したわけではないが、今日ではこの実験は「地球の密度を測定した」というよりは「万有引力定数を測定した」と捉えられていることが多い。

## 死後の反響
存命中は王立協会の『フィロソフィカル・トランザクションズ』に18報の論文を発表したにすぎないが、未発表の原稿の中にはのちに日の目を見る優れた実験記録も残された。それらの論文の一部が初めて公表されたのは1839年のことだった。この年、英国科学振興協会会長のハーコートは、バーリントン伯爵（当時。1858年に第7代デヴォンシャー公となる）が持っていた遺稿を読み、そのうちの化学や熱に関する論文の一部を「英国科学振興協会報告」の中で発表した。
キャヴェンディッシュの遺稿はその後、バーリントン伯からウィリアム・スノー・ハリス卿に引き継がれた。ハリスはその中の電気の研究に関して、キャヴェンディッシュが同時代あるいは後世の科学者の発見を先取りしていたことに気付き驚いた。また、ウィリアム・トムソンもハリスを通じてその遺稿を読み、これらの原稿は非常に価値があると評し、完全な形での出版を望んだ。

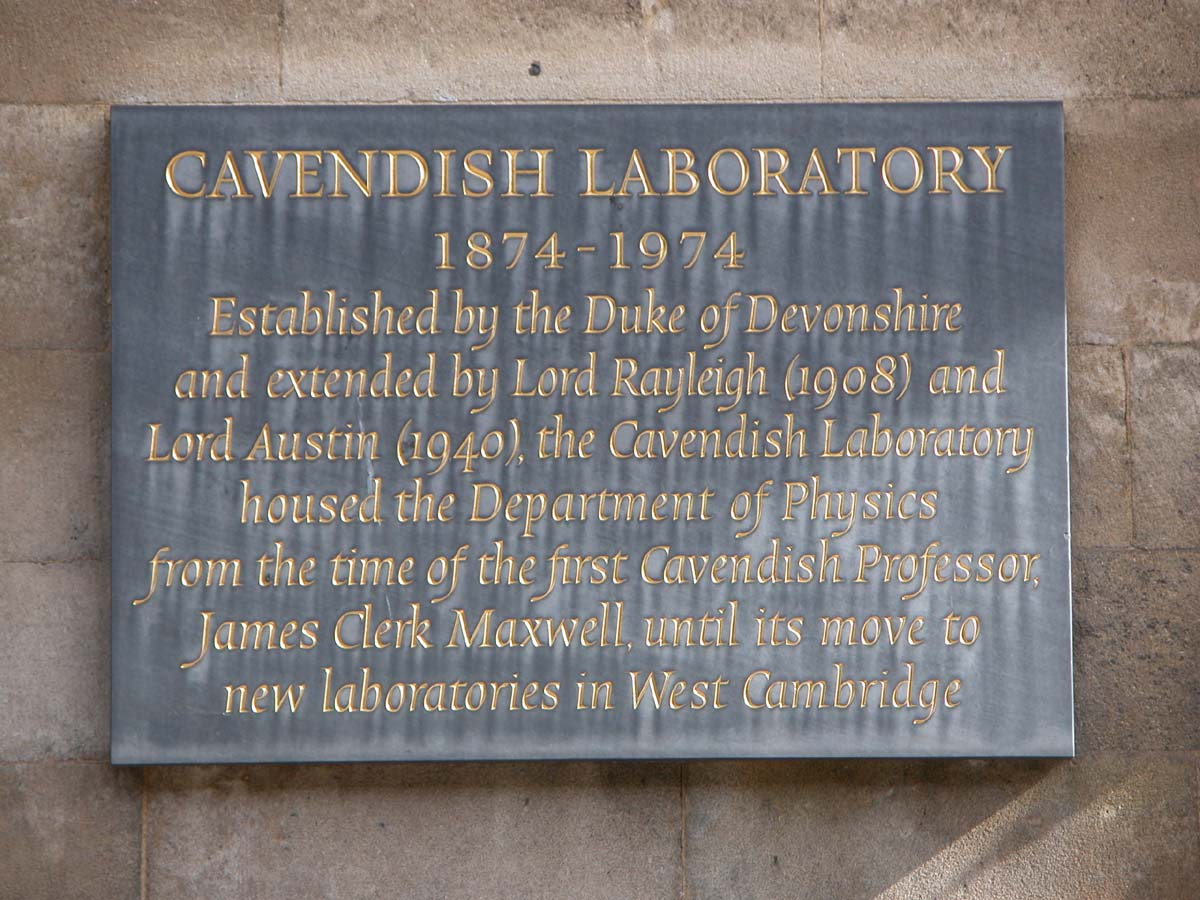
キャヴェンディッシュ研究所の銘板

1867年、ハリスが死去し、原稿はごく一部が出版されたが、大部分はそのままデヴォンシャー公の元に戻った。デヴォンシャー公は1870年、自らの財産でケンブリッジに実験物理学の研究所を作る計画を立て、その研究所の教授をジェームズ・クラーク・マクスウェルに依頼した。マクスウェルはこれを受諾し、1871年に着任、1874年に研究所の建物が竣工すると、初代所長になった。この研究所はキャヴェンディッシュ研究所と命名された。このときデヴォンシャー公はマクスウェルに、キャヴェンディッシュの原稿を手渡した。
マクスウェルはこの原稿を整理したうえで実験を再現し、1879年『ヘンリー・キャヴェンディシュ電気学論文集』として刊行した。キャヴェンディッシュの死から69年後に出された同書により、キャヴェンディッシュの電気に関する研究内容の全貌が初めて明らかになり、その研究の先進性が広く知られるようになった。

## 死後に発表された研究

### 気体に関する研究
1777年から1779年に、蒸気圧をさまざまな温度条件で測定した。この実験は1805年にドルトンによっても行われ、1830年代まではドルトンの測定値が一般に使われていた。しかしドルトンは高温では測定をしていなかったため、測定結果はキャヴェンディッシュのほうが正確だった
また1779年から1780年に、いくつかの気体の熱膨張率を測定した。その結果、膨張率は気体の種類によらず、温度が華氏1度上昇するごとに体積が370分の1だけ膨張することを示した。これはシャルルの法則であり、1787年にシャルルによって発見され、ジョセフ・ルイ・ゲイ＝リュサックによって1802年に発表されたため、キャヴェンディッシュはそれとは独立に発見したことになる。

### クーロンの法則
キャヴェンディッシュは、帯電させていない金属の球を帯電させた金属の球で包み、2つの球の間を伝導性のある物質でつないで、外側の球から内側の球へと電気が流れる様子を観測・測定した。その結果、電気力は2つの球の距離の2乗に反比例するのを確かめた。このことは1785年にシャルル・ド・クーロンが別の方法で発見し、現在ではクーロンの法則と呼ばれている。キャヴェンディッシュはこの実験における逆2乗の法則からのずれを50分の1としたが、これは当時の電位計の感度が良くなかったことによる制限である。のちにマクスウェルが、当時最新の電位計であるトムソン型象限電位計を使用してキャヴェンディッシュと同じ実験を行ったところ、その精度を21600分の1まで高めることができ、キャヴェンディッシュの実験方法の確かさが明らかになった。

### オームの法則
1776年、デンキナマズについての論文中で、電気伝導度の物質ごとの違いについて測定している。キャヴェンディッシュは電気抵抗についての研究を進め、1781年にオームの法則を発見している。実験方法は以下のとおりである。まず、ガラス管の中に塩の溶液を入れる。そしてその管の中に両端から導線を差し込む。次にライデン瓶で電気を発生させ、そのライデン瓶に片方の手を触れる。もう片方の手でガラス管に差した導線を持つと、電流はライデン瓶からキャヴェンディッシュの体を経由してガラス管内の塩の溶液を通る。塩の溶液も電気を通すが、電気が溶液中を通る距離が長いほど、抵抗が大きくなり、流れる電流は小さくなる。この距離はガラス管に差し込む導線の位置を変えることで調整できる。
キャヴェンディッシュは複数のガラス管でこの実験を繰り返し行い、オームの法則にたどり着いた。ゲオルク・オームがこの法則を発表したのは1827年であるので、キャヴェンディッシュの発見はオームより46年先んじていた。
電流を流す際にわざわざキャヴェンディッシュ自身の体を経由させたのは、体に感じるショックの大きさで電流の大きさを見積もるためである（当時は検流計は発明されていなかった）。にも拘らず、彼は溶液ごとの違いを雨水の抵抗は蒸留水の2.4分の1、井戸水の抵抗は雨水の41分の6、という風に数値として発表している。このようにして行った実験結果は、のちに検流計を使って行った結果と遜色なく、マクスウェルを驚かせた。